# Тето Паракето (Кунео)
Тето Паракето је насеље у Италији у округу Кунео, региону Пијемонт.
Према процени из 2011. у насељу је живело 16 становника. Насеље се налази на надморској висини од 726 м.